# Missions japonaises en Chine impériale

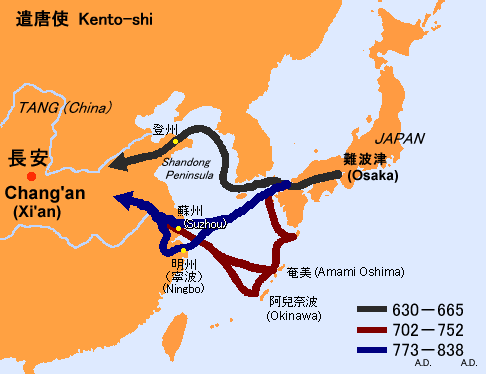
Voies possible des navires de la mission vers la Chine de la dynastie Tang.

Les missions japonaises en Chine impériale sont des ambassades dépêchées de façon intermittente à la cour chinoise. Toute distinction entre les envoyés diplomatiques de la cour impériale japonaise ou de quelque shogunat japonais que ce soit  disparaît ou est rendue sans objet lorsque l'ambassadeur est reçu dans la capitale chinoise.

## Histoire
Les documents encore existants informent des missions en Chine entre 600 et 894. Ces ambassades impériales à la dynastie Sui (遣隋使, Kenzui-shi) sont composées de membres de l'aristocratie kuge et de prêtres bouddhistes, ainsi que d'étudiants qui vont suivre des études bouddhiques. Elles conduisent à l'importation de la culture chinoise et de ses avancées scientifiques et techniques. Ces rencontres diplomatiques favorisent l'apparition au Japon de diverses écoles du bouddhisme, dont le zen.
Du point de vue sinocentrique de la cour chinoise à Chang'an, les ambassades envoyées de Kyoto sont reçues comme des tribus à la Chine impériales, mais il est peu probable que les Japonais les perçoivent sous cet angle.
La Chine semble avoir pris l'initiative d'ouvrir des relations avec le Japon. L'empereur Sui, l'empereur Sui Yangdi (kensui taishi) envoie en 605 un message qui dit :
« Le souverain de Sui s'informe respectueusement du souverain de Wa ».
Le prince Shōtoku répond en organisant une mission dirigée par Ono no Imoko en 607. Le message du prince contient la première occurrence conservée du mot « Nihon » pour désigner l'archipel nippon, littéralement, « Origine du soleil ». La formule de politesse dit :
« Du souverain du pays du soleil levant (nihon / salut Izuru) au souverain du pays du soleil couchant ».
Les missions impériales auprès de la dynastie Tang (遣唐使, Kentō-shi) sont les mieux connues (13 au total) ; elles se terminent en 894. À cette époque, des ambassadeurs sont nommés et sur le point de partir pour la Chine. Cependant, la mission est interrompue par l'empereur Uda en 894 (Kanpyō 6, 8e mois) en raison des rapports de conditions instables en Chine. Sugawara no Michizane persuade l'empereur de prendre cette décision.

## Émissaires à la cour Sui
Les émissaires japonais à la cour Sui sont reçus comme des ambassadeurs :
- 607 : la première mission diplomatique est conduite par le premier ambassadeur japonais en Chine. L'envoyé japonais, Ono no Imoko, porte le titre de kenzushi[7]. La délégation est reçu à la cour impériale[8].
- 608 : Ono no Imoko conduit l'ambassade de retour en Chine[8]. Cette mission comprend deux autres envoyés avec le titre de kenzushi : Takamuko no Kuromaro (no Genri)[9] et Minabuchi no Shōan[10]. Kuromaro et Shōan, avec le moine bouddhiste Sōmin[11] reste en Chine pendant 32 ans avant de rentrer au Japon.

## Émissaires à la cour Tang
Les émissaires japonais à la cour Tang sont reçus comme des ambassadeurs :

### Adoption des modèles Tang
Le Japon ancien, appelé Wa, a une culture primitive comparée à celle de la dynastie Tang. Les populations Tang évoquent le Wa comme 東夷 (barbares de l'est).

## Émissaires à la cour Ming
Les émissaires japonais à la cour Ming sont reçus comme des ambassadeurs.

## Source de la traduction
- (en) Cet article est partiellement ou en totalité issu de l’article de Wikipédia en anglais intitulé « Japanese missions to Imperial China » (voir la liste des auteurs).